# 서대구고속버스터미널
서대구고속버스터미널은 대구광역시 북구 노원동3가 만평네거리에 있는 고속버스 중간 승하차장이다. 고속버스 전산망상의 터미널 번호는 805이다.
1982년 10월에 개장했다. 명칭과 달리 소재지는 북구 노원동3가인데, 터미널 개장 당시 경부고속도로의 구.서대구 나들목이 터미널 인근 팔달교 북단에 있었기 때문에 터미널 명칭이 서대구고속버스터미널로 지어진 것이다. 터미널 길 건너편은 서구 비산7동이다. 대구북부시외버스터미널과는 약 900m 정도 떨어져 있다.
이 터미널에서 시·종착하는 노선은 없고, 동대구복합환승센터에서 출발한 고속버스 노선 중 서대구 나들목 및 칠곡 나들목, 남대구 나들목을 통해 고속도로로 진입하는 노선들이 이 곳에서 중간 승·하차한다. 승차장은 동편 출입구와 마주보고 있는 공터며, 다른 터미널과 달리 각 행선지별 승차홈이 별도로 없다. 이 터미널을 경유하는 고속버스가 터미널 간판이 있는 진입구를 통해 공터로 진입하여 승객을 태우고, 터미널 간판 옆의 진출로를 통해 터미널을 나온 후 목적지로 향한다. 반대로 중간 하차할 때에는 터미널 내부로 진입하지 않고, 터미널 앞의 인도섬 내 진입로로 진입하여 만평역 1번 출구 앞에 있는 인도섬에 승객을 하차시키고 동대구복합환승센터로 향한다.
동대구복합환승센터와 별개의 터미널이기 때문에, 동대구복합환승센터에서 구입한 승차권을 이 터미널에서 교환 및 환불하거나 또는 이 터미널에서 구입한 승차권을 동대구복합환승센터에서 교환 및 환불을 할 수 없다. 또한 동대구복합환승센터와 이 터미널 간 중간 승차는 허용되지 않는다. 과거에는 인터넷으로 승차권을 예매할 경우 일반고속은 8석, 우등고속은 5석까지만 예매가 가능하였으나 이후 변경되어 동대구복합환승센터나 서대구고속버스터미널이나 상관없이 전 좌석 예매가 가능하다.
본래는 한진 등 여러 사업자들이 운영했으나, 현재는 코리아와이드터미널이 운영하고 있다.
터미널 하차장 앞에 대구 도시철도 3호선 만평역이 개통하여 전철을 통한 접근성이 편리해졌다. 만평역 1번 출구와 하차장이 마주보고 있다.
코로나19의 여파로 2020년 9월 21일부터 매표소는 아침 9시부터 저녁 6시까지 단축 운영하고, 이외 시간대에는 무인매표로 변경된다. 이 조치에 따라 티켓자판기가 신설됐다. 또한 이 날부터 이 터미널에서는 소화물 접수를 받지 않는다.
매표소 외에는 구내 간이식당과 매점, 공동망CD기, 화장실, 음료수 자판기가 부대시설로 있다. 중간 승하차장임에도 오랫동안 티켓자판기가 없었으나, 매표소 운영시간 단축 조치와 함께 무인매표가 시행된 후 티켓자판기 1대가 설치됐다.

## 운행 노선
이 터미널로 운행하는 모든 고속버스의 시간표는 동대구복합환승센터 기준 시간표다. 실제 서대구고속버스터미널에는 동대구 출발 후 약 15~20분 뒤에 이 터미널로 들어오며, 신천대로 정체가 있으면 유동적이다.
서울경부행이 1일 2회 신서혁신도시(한국부동산원) 우등고속 경유편이 신설됨에 따라, 서대구 경유편이 2회 감회됐다.(현재는 코로나19로 운휴 중)
| 운행노선          | 운행업체                                              | 운행구간 | 운행구간 | 운행구간 | 경유지                  | 배차 간격 (분) | 시간표                                          |
| ----------------- | ----------------------------------------------------- | -------- | -------- | -------- | ----------------------- | -------------- | ----------------------------------------------- |
| 서대구 ↔ 서울경부 | 금호고속 동양고속 삼화고속 중앙고속 천일고속 한일고속 | 서대구   | ↔        | 서울경부 | 선산휴게소              | 20~30          | 첫차:06:00(동대구 기준) 막차:01:30(동대구 기준) |
| 서대구 ↔ 광주     | 금호고속 중앙고속                                     | 서대구   | ↔        | 광주     | 무정차                  | 40~60          | 첫차:06:00(동대구 기준) 막차:22:40(동대구 기준) |
| 서대구 ↔ 동서울   | 동양고속 천일고속 한일고속 중앙고속                   | 서대구   | ↔        | 동서울   | 선산휴게소              | 30~40          | 첫차:06:00(동대구 기준) 막차:23:10(동대구 기준) |
| 서대구 ↔ 성남     | 동양고속 속리산고속                                   | 서대구   | ↔        | 성남     | 선산휴게소              | 30~80          | 첫차:06:40(동대구 기준) 막차:22:00(동대구 기준) |
| 서대구 ↔ 순천     | 한일고속                                              | 서대구   | ↔        | 순천     | 순천북부                | 4회            | 07:30, 11:30, 15:30, 19:30                      |
| 서대구 ↔ 의정부   | 금호고속                                              | 서대구   | ↔        | 의정부   | 선산휴게소              | 2~3회          | 07:00, 13:15, 18:40                             |
| 서대구 ↔ 인천     | 동양고속 삼화고속                                     | 서대구   | ↔        | 인천     | 선산휴게소              | 60~90          | 첫차:06:20(동대구 기준) 막차:22:30(동대구 기준) |
| 서대구 ↔ 전주     | 동양고속 삼화고속                                     | 서대구   | ↔        | 전주     | 무정차                  | 7회            | 06:30, 08:40, 10:50, 13:00, 15:20, 17:40, 19:40 |
| 서대구 ↔ 진주     | 중앙고속 천일고속                                     | 서대구   | ↔        | 진주     | 개양                    | 50~60          | 첫차:06:40(동대구 기준) 막차:20:00(동대구 기준) |
| 서대구 ↔ 진해     | 동양고속                                              | 서대구   | ↔        | 진해     | 내서, 마산              | 50~70          | 첫차:06:00(동대구 기준) 막차:22:00(동대구 기준) |
| 서대구 ↔ 청주     | 삼화고속 속리산고속                                   | 서대구   | ↔        | 청주     | 선산휴게소, 청주 나들목 | 50~90          | 첫차:06:40(동대구 기준) 막차:19:30(동대구 기준) |
| 서대구 ↔ 춘천     | 대원고속 한일고속                                     | 서대구   | ↔        | 춘천     | 무정차                  | 5회            |                                                 |